# Ahom jezik
Ahom jezik (ISO 639-3: aho), izumrli jezik istoimenog naroda Ahom iz indijske države Assam. 
Ahom je pripadao jezičnoj skupini kam-tai, užoj skupini tai, a govorio se negdje od 13. stoljeća do dolaska Britanaca 1838. Pripadnici etničke grupe danas govore asamski, a porijeklom su iz Yunnana, odakle su migrirali u sjevernu Indokinu u prvim stoljećima nove ere.

## Vanjske poveznice
- Ethnologue (14th)
- Ethnologue (15th)